# Chroogomphus pseudovinicolor
Chroogómphus pseudovinícolor (лат.) — вид грибов рода Хроогомфус (Chroogomphus) семейства Мокруховые (Gomphidiaceae).

## Описание
- Шляпка 5—15 см в диаметре, выпуклой, затем уплощённой формы, с сухой, тёмно-красной или тёмно-оранжевой поверхностью, с возрастом темнеющая и становящаяся красно-коричневой, по краю более светлая. Край шляпки в молодом возрасте покрыт остатками покрывала. Кутикула — нежелатинизированный триходермис.
- Гименофор пластинчатый. Пластинки нисходящие на ножку, довольно редкие, разветвлённые, в молодом возрасте светло-оранжевого или желтоватого цвета, затем тёмно-охристые с оливковым оттенком и оливково-чёрные при созревании спор.
- Мякоть шляпки плотная, довольно жёсткая, красно-оранжевого или тёмно-оранжевого цвета, мякоть ножки оранжево-охристая в верхней части и светло-коричневая в нижней. В реактиве Мельцера становится сине-фиолетовой. Запах слабый, напоминает йод. Вкус приятный, сладковатый.
- Ножка 6—12 см длиной и 2—5 см толщиной, утолщённая в средней части и сужающаяся книзу, выше кольца оранжево-коричневая, ниже — оранжевая, покрытая волосками или чешуйками серого цвета с красноватым оттенком.
- Споровый порошок зеленовато-чёрного цвета. Споры 15—20×5—7,5 мкм, гладкие, веретеновидной или узко-эллипсоидной формы. Базидии четырёхспоровые, булавовидной формы, 46—67×11—14 мкм.

## Экология и ареал
Известен из северо-запада США. Произрастает в хвойных лесах, образует микоризу с Pseudotsuga menziesii и Pinus ponderosa.